# 焦帅
焦帅（1984年1月28日—），河南郑州人，中国男子排球运动员。身高米，体重公斤，司职二传，扣球高度达到3米50，拦网高度达到3米41。2013年10月26日，焦帅与前女籃国手潘丽结婚。2017年11月任河南女排主教练，11月25日，2017-2018中国女排超级联赛第七轮比赛，河南银鸽女排主场迎战福建女排，是主教练焦帅上任后的第一场比赛。

## 排球生涯
- 1998年，进入郑州市体校训练排球，教练许勇、王争鸣；
- 2000年，进入河南体工队，效力于河南男排二队；
- 2001年，进入河南一队，教练谢国臣；
- 2007年，首次入选国家队，教练周建安。

2017年退役后担任河南女排主教练。

## 业余爱好
听音乐、打网球和上网等。另外，焦帅还对自己的写作很有信心，于2007年4月在网上开设了自己的博客。